# Kasun Jayasuriya
Kasun Jayasuriya (Kasun Nadika Weerarathna Jayasuriya) (* 25. März 1980 in Colombo) ist ein ehemaliger sri-lankischer Fußballspieler, der bis heute Torschützenkönig für die Dialog Champions League (mit 21 Toren) und die Sri-lankische Fußballnationalmannschaft (mit 27 Toren) ist.

## Verein
Er begann seine Karriere bei Pettah United in der Premier League von Sri Lanka. Später wechselte er nach Indien und spielte unter anderem für die Indian Bank sowie von 2004 bis 2006 für den indischen Meister Dempo SC. Nach zwei Jahren in Goa folgte der Transfer zu Ratnam SC Colombo aus Colombo.

## Nationalmannschaft
Er ist zudem Mitglied der sri-lankischen Fußballnationalmannschaft und gehörte zur zweitplatzierten Auswahl seines Heimatlandes beim AFC Challenge Cup 2006. Auch beim AFC Challenge Cup 2008 gehörte er zum Kader seines Heimatlandes. Bei diesem Turnier trug er die Rückennummer 11. In den Jahren 2000 bis 2009 sind für ihn 48 Länderspieleinsätze verzeichnet. Dabei erzielte er 23 Treffer.